# Chloroclystis insigillatus
Chloroclystis insigillatus là một loài bướm đêm trong họ Geometridae.